# Зауэрбрай, Катерина
Катерина Зауэрбрай (нем. Katherine Sauerbrey; 5 мая 1997 года, Зуль, Тюрингия, Германия) — немецкая лыжница, серебряный призёр зимних Олимпийских игр 2022 года в эстафете.

## Спортивная карьера
На чемпионате мира по лыжным гонкам среди юниоров 2014 года в Валь-ди-Фьемме Зауэрбрай заняла 11-е место на дистанции 5 км классикой и четвёртое место в эстафете. В следующем году она завоевала бронзовую медаль на дистанции 7,5 км классическим стилем на Европейском зимнем молодёжном олимпийском фестивале. На чемпионате мира по лыжным гонкам среди юниоров 2016 года в Рышнове она финишировала 14-й классикой на 5 км, заняла пятое месте на 10 км вольным стилем и четвёртое месте в эстафете. На чемпионате мира по лыжным гонкам среди юниоров 2017 года в Солдер Холлоу (Юта) — седьмое место в скиатлоне и шестое место в эстафете. В сезон 2017/2018 она заняла 16-е место в скиатлоне на чемпионате мира до 23 лет в Гомсе.
В Кубке мира Зауэрбрай дебютировала на Тур де Ски 2021/22 в Ленцерхайде, в котором она финишировала на 61-м месте в квалификации спринта. На следующий день она заняла 21-е место на 10 км классическим стилем. Тур де Ски она завершила на 19-м месте в общем зачете. Из-за её очень хороших результатов в начале сезона 2021/22 она была включена в сборную на зимние Олимпийские игры 2022 года. Уже в первых гонках Олимпиады Зауэрбрай достигла убедительных результатов, заняв 13-е место в 15-километровом лыжном скиатлоне и 11-е место на дистанции 10 км классикой. В лыжной эстафете 4×5 км Зауэрбрай блестяще провела свой первый этап и в итоге вместе со сборной Германии неожиданно выиграла серебряные медали.

## Результаты

### Олимпийские игры
| Олимпийские игры | Спринт | Командный спринт | 10 км | 7,5+7,5 км | 30 км | Эстафета |
| ---------------- | ------ | ---------------- | ----- | ---------- | ----- | -------- |
| 2022 Пекин       | —      | —                | 11    | 13         |       | 2        |